# Simon Schächle
Simon Schächle (* um 1979) ist ein liechtensteinischer Politiker (DpL). Er ist seit 2025 Abgeordneter im liechtensteinischen Landtag.

## Biografie
Schächle ist seit 2002 als Unternehmer im Bereich Forstwirtschaft tätig.
2003 kandidierte er für die Vaterländische Union bei den Gemeindewahlen, konnte jedoch keinen Sitz im Gemeinderat von Eschen erringen.
2018 war er eines der Gründungsmitglieder der Demokraten pro Liechtenstein. 2019 wurde er für seine neue Partei in den Gemeinderat von Eschen gewählt. 2023 erfolgte seine Wiederwahl. Im Februar 2025 wurde er für die Demokraten pro Liechtenstein in den Landtag des Fürstentums Liechtenstein gewählt.
Schächle ist verheiratet und hat drei Kinder.